# جون هوبكينز (موسيقي)
جون هوبكينز (بالإنجليزية: Jon Hopkins)‏ هو منتج أسطوانات ودي جيه وموسيقي وملحن بريطاني، ولد في 15 أغسطس 1979 في لندن في المملكة المتحدة.

## وصلات خارجية
- الموقع الرسمي
- جون هوبكينز على موقع IMDb (الإنجليزية)
- جون هوبكينز على موقع ميوزك برينز (الإنجليزية)
- جون هوبكينز على موقع أول ميوزيك (الإنجليزية)
- جون هوبكينز على موقع ديسكوغز (الإنجليزية)
- جون هوبكينز على موقع قاعدة بيانات الفيلم (الإنجليزية)